# 尋找北極光
《尋找北極光》，2015年中國大陸電視劇，曾名《許願清單》，由汪東城、鄭羅茜、尼坤、李昕岳主演，於2014年10月1日殺青。於2015年12月20日在宁波社会生活频道首播 （页面存档备份，存于）。

## 演員表

### 主要演員
| 演員   | 角色   | 簡介 |
| 汪東城 | 鄒家龍 | 富家公子，愛好攝影。在嘉南集團任策劃總監。曾因被前女友傷害而一蹶不振，整天花天酒地；後被診斷出腦癌晚期，開始自我救贖 |
| 鄭羅茜 | 舒藝   | 租住在鄒家樓下的理髮師。家境平寒，一直自責自己害死姐姐，故以單親媽媽的身份一手帶大姐姐的孩子茉莉                     |
| 尼坤   | 王義霖 | 海歸法務高材生，受鄒遠衡資助得以出國留學，后受邀回國在嘉南集團任法務總監                                             |
| 李昕岳 | 隋辛   | 鄒家龍初戀&前女友，海歸醫學人才                                                                                      |

### 其他演員
| 演員   | 角色     | 簡介                                 |
| 秦沛   | 鄒遠衡   | 嘉南集團董事長，鄒家龍父親           |
| 吳玉芳 | 吳玉娟   | 鄒家龍母親                           |
| 李亞真 | 茉莉     | 舒藝女兒，實為其姐之女               |
| 陽蕾   | 香香     | 芭蕾舞老師，鄒遠建的愛慕對象         |
| 張興哲 | 鄒遠建   | 鄒遠衡之弟，二十年前離家出走         |
| 王麗媛 | 家龍奶奶 |                                      |
| 孫媛   | 唐慧     | 美发店店员，舒艺的朋友               |
| 韓立   | 偉昌     | 鄒家龍和王義霖高中同學，鄒家龍好哥們 |
| 衛小雨 | 薇薇     | 偉昌老婆，鄒家幫工                   |
| 馬維福 | 宋主任   | 腦科專家，鄒家世交                   |
| 彭靜   | 蕭敏     | 腦科醫生，喜欢钟凯                   |
| 李昶   | 鍾凱     | 实习医生，喜欢萧敏                   |